# 尊宝大厦
尊宝大厦是位于杭州市钱江新城的高层写字楼，由两座高160米且对称的姊妹楼——金尊（西侧）和银尊（东侧）组成，总建筑面积16万平米。大厦集办公、商业、金融、休闲等多功能于一体。

## 简介
2005年9月开工建设，由温州四家民营企业合作开发。
主楼地上36层，地下3层，5层裙楼将两座大楼中部连成一体。主楼有11台三菱电梯，是浙江省第一座超高层双子塔楼，也是钱江新城的标志性建筑。中国民生银行杭州分行，位于尊宝大厦金尊里。
大厦东南为森林路，西南为市民路，西北为新塘河与富春路，东北为城星路和中心森林公园。毗邻杭州大剧院、杭州国际会议中心和市民中心。